# Civita
Civita is een gemeente in de Italiaanse provincie Cosenza (regio Calabrië) en telt 1106 inwoners (31 december 2004). De oppervlakte bedraagt 27,1 km², de bevolkingsdichtheid is 42 inwoners per km².

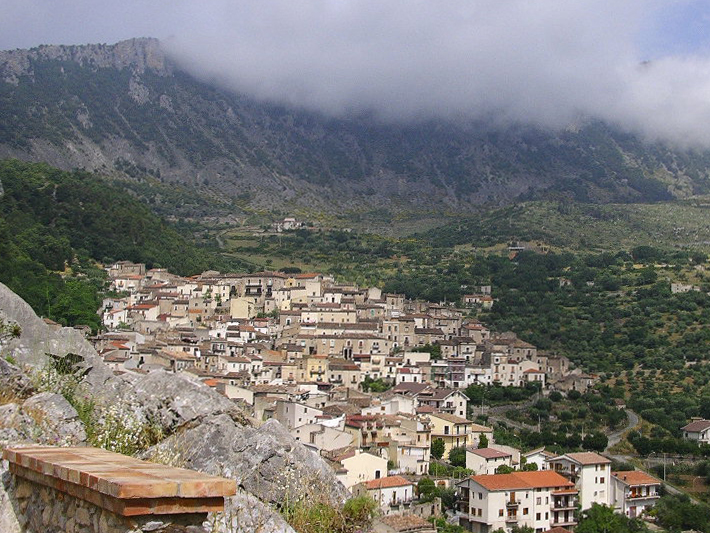
Civita
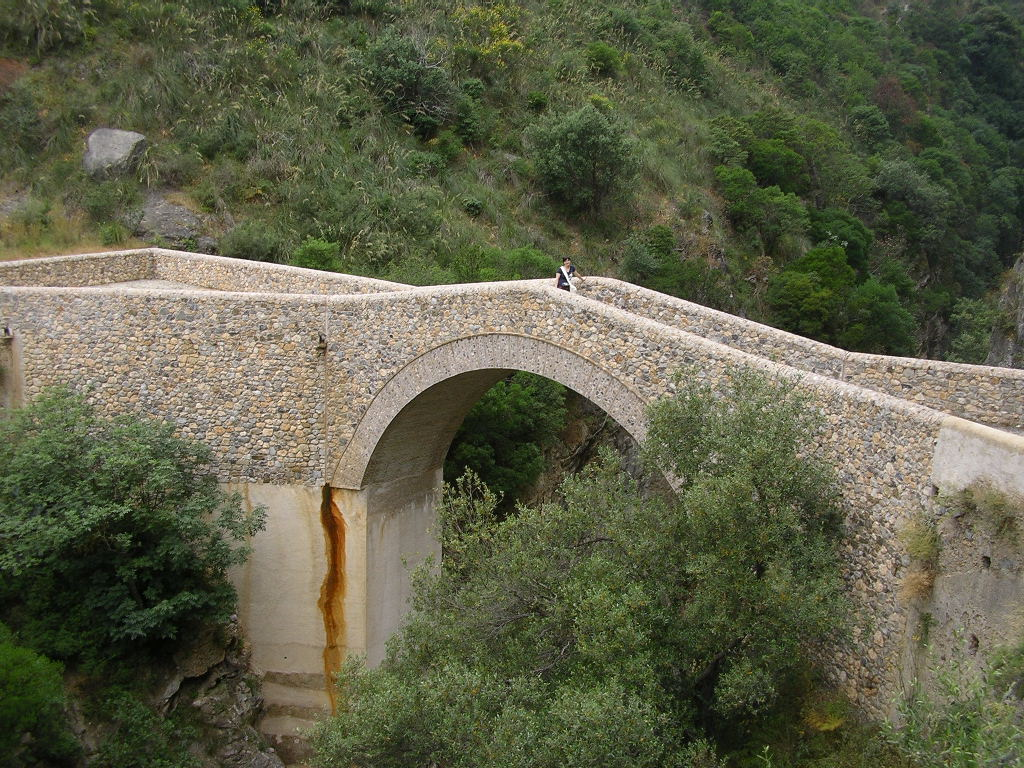
Brug over de Pollino

## Demografie
Civita telt ongeveer 483 huishoudens. Het aantal inwoners daalde in de periode 1991-2001 met 12,9% volgens cijfers uit de tienjaarlijkse volkstellingen van ISTAT.
| Jaar | Inwoneraantal |
| ---- | ------------- |
| 1991 | 1291          |
| 2001 | 1125          |

## Het dorp
Civita ligt op een berg in het zuiden van het Pollino-gebergte. Eind 15e eeuw trokken grote groepen Albanezen weg uit Albanië omdat het land werd overheerst door de Turken. In verschillende groepen kwamen ze naar onder andere Sicilië en Zuid-Italië. Deze Albanese vluchtelingen worden Arbëreshë genoemd. In Calabrië zijn momenteel nog zo'n vijftig dorpen waar de bewoners nog steeds oud-Albanees spreken. Ook in Civita wordt Albanees gesproken, al spreken de meeste mensen ook Italiaans. Het dorp heeft een oude Grieks-orthodoxe kerk, met vele iconen. De kerkdiensten vallen onder de Rooms-Katholieke Kerk, maar worden (naar de traditie van de Albanezen) in het Grieks gehouden.
Civita ligt op een uitstekende rots, waardoor het zeker in vroeger tijden heel erg lastig was te bereiken en goed te verdedigen.

## Geografie
De gemeente ligt op ongeveer 450 meter boven zeeniveau. De heuvel waareop Civita ligt is 443 meter hoog en bestaat uit een 60 meter dikke tufsteenlaag die daar terechtkwam door een reeks vulkaan uitbarstingen die 700.000 tot 125.000 jaar geleden plaatsvonden.
Civita grenst aan de volgende gemeenten: Cassano allo Ionio, Castrovillari, Cerchiara di Calabria, Francavilla Marittima, Frascineto, San Lorenzo Bellizzi.
Acquaformosa · Acquappesa · Acri · Aiello Calabro · Aieta · Albidona · Alessandria del Carretto · Altilia · Altomonte · Amantea · Amendolara · Aprigliano · Belmonte Calabro · Belsito · Belvedere Marittimo · Bianchi · Bisignano · Bocchigliero · Bonifati · Buonvicino · Calopezzati · Caloveto · Campana · Canna · Cariati · Carolei · Carpanzano · Casali del Manco · Cassano all'Ionio · Castiglione Cosentino · Castrolibero · Castroregio · Castrovillari · Celico · Cellara · Cerchiara di Calabria · Cerisano · Cervicati · Cerzeto · Cetraro · Civita · Cleto · Colosimi · Corigliano-Rossano · Cosenza · Cropalati · Crosia · Diamante · Dipignano · Domanico · Fagnano Castello · Falconara Albanese · Figline Vegliaturo · Firmo · Fiumefreddo Bruzio · Francavilla Marittima · Frascineto · Fuscaldo · Grimaldi · Grisolia · Guardia Piemontese · Lago · Laino Borgo · Laino Castello · Lappano · Lattarico · Longobardi · Longobucco · Lungro · Luzzi · Maierà · Malito · Malvito · Mandatoriccio · Mangone · Marano Marchesato · Marano Principato · Marzi · Mendicino · Mongrassano · Montalto Uffugo · Montegiordano · Morano Calabro · Mormanno · Mottafollone · Nocara · Oriolo · Orsomarso · Paludi · Panettieri · Paola · Papasidero · Parenti · Paterno Calabro · Pedivigliano · Piane Crati · Pietrafitta · Pietrapaola · Plataci · Praia a Mare · Rende · Rocca Imperiale · Roggiano Gravina · Rogliano · Rose · Roseto Capo Spulico · Rota Greca · Rovito · San Basile · San Benedetto Ullano · San Cosmo Albanese · San Demetrio Corone · San Donato di Ninea · San Fili · San Giorgio Albanese · San Giovanni in Fiore · San Lorenzo Bellizzi · San Lorenzo del Vallo · San Lucido · San Marco Argentano · San Martino di Finita · San Nicola Arcella · San Pietro in Amantea · San Pietro in Guarano · San Sosti · San Vincenzo La Costa · Sangineto · Sant'Agata di Esaro · Santa Caterina Albanese · Santa Domenica Talao · Santa Maria del Cedro · Santa Sofia d'Epiro · Santo Stefano di Rogliano · Saracena · Scala Coeli · Scalea · Scigliano · Serra d'Aiello · Spezzano Albanese · Spezzano della Sila · Tarsia · Terranova da Sibari · Terravecchia · Torano Castello · Tortora · Trebisacce · Vaccarizzo Albanese · Verbicaro · Villapiana · Zumpano
1. ↑  https://demo.istat.it/?l=it.